# Hyundai KIA D
| Hyundai/KIA          | Hyundai/KIA                                              |
| -------------------- | -------------------------------------------------------- |
|                      |                                                          |
| D                    |                                                          |
| Hersteller:          | Hyundai / KIA                                            |
| Produktionszeitraum: | 2001–2010                                                |
| Bauform:             | Reihendreizylinder/Reihenvierzylinder                    |
| Motoren:             | 1,5 L (1493 cm³)/ 2,0 L (1991 cm³) 2,2 L (2188 cm³)      |
| Zylinder-Zündfolge:  | 1-3-2/1-3-4-2                                            |
| Vorgängermodell:     | keines                                                   |
| Nachfolgemodell:     | 1,5: Hyundai KIA U 2,0: Hyundai KIA R 2,2: Hyundai KIA R |
| Ähnliche Modelle:    | VM Motori RA 315/ VM Motori RA 420                       |

Bei der Baureihe D handelt es sich um zwei Vierzylinder-Dieselmotoren und einen auf drei Zylinder reduzierten gleicher Technik. Die Motoren verfügen über Direkteinspritzung, Turbolader und eine obenliegende Nockenwelle (SOHC), die vier Ventile pro Zylinder bedient. Die Motoren werden von Hyundai/KIA in Ulsan, Südkorea gefertigt.
Die D-Reihe war die erste für PKW angebotene Dieselreihe des Konzerns unter 2,5 L. Seit den 1970er Jahren fertigte man bereits Diesel für Nutzfahrzeuge, deren Palette heute von 4 bis 10 Litern Hubraum reicht. Obwohl diese wie auch die von 2,5 bis 3,0 L reichenden PKW-Diesel teilweise über Direkteinspritzung und Turbolader verfügen, griff der Hersteller für diese Reihe auf einen Lizenzbau zurück. Hierzu wurde 1999 ein Vertrag mit dem Motorenentwickler VM Motori unterzeichnet und die ersten 2000 von Hyundai produziert. Die Anteile an der gemeinsam erfolgten Entwicklung wurden nicht detailliert, die VM-Motoren (1.5/2.0 L) ab 2006 aber auch von GM Daewoo in Südkorea gefertigt.
Der Motorblock besteht aus Grauguss, sein Zylinderkopf aus Leichtmetall. Beide Varianten bis 2,0L haben dieselben Zylindermaße mit einer Bohrung von 83 mm und einen Hub von 92 mm. Der 2006 hinzugekommene 2,2L vergrößert die Bohrung auf 87 mm. Er wurde von Hyundai der Reihe hinzugefügt, VM Motori bietet ihn nicht an. Der 2,0L-Vierzylinder wiegt mit 201,4 kg nur 14 Prozent mehr als der 1,5L-Dreizylinder mit 176 kg, obwohl er ein Drittel mehr Hubraum und Leistung hat. Die 2,0 und 2,2L-Motoren haben zudem zwei, der 1,5L eine Ausgleichswelle(n). Motorsteuerung und Einspritzsystem werden von Bosch zugeliefert.
Der Leerlauf beträgt 750 Umdrehungen pro Minute.
Ab der zweiten Serie wird der Motor über ein elektronisches Gaspedal gesteuert.
Seit dieser werden von Hyundai/KIA nur noch die Vierzylinder-Varianten weitergeführt, die 1,5L-Fassung hingegen durch die vollständig selbstentwickelte U-Reihe ersetzt.
Die Kraftübertragung von der Kurbelwelle zur Nockenwelle erfolgt mittels Zahnriemen. Seine Inspektion ist aller 20.000 km vorgesehen, sein Austausch nach 80.000 km (Serie 1) oder erst bei Bedarf (Serie 2).
Die Ventile werden über Rollenschlepphebel betätigt, die wie eine Wippe agieren. Auf deren Scheitelpunkt liegt der Nocken an. Während seiner Umdrehung drückt er eine Seite und damit zwei Ventile nach unten, während auf der anderen der mittels eingebauter Feder sich streckende Hydrostößel immer bündig anliegt. Diese Form des Ventilspielausgleichs ist wartungsfrei, selbst eine Inspektion ist im Wartungsplan nicht vorgesehen. Eine Abnutzung würde sich durch ein Tickgeräusch mitteilen.
Zur schnelleren Erwärmung des Innenraumes besitzen Fahrzeuge mit D-Motoren einen elektrischen Zuheizer (PTC). Dieser ist im Luftstrom angebracht und erwärmt ihn bedarfsgerecht über einen elektrischen Widerstand. Damit wird eine deutlich schnellere Erwärmung erreicht, als ein Dieselmotor sie allein oder mit Zuheizer für den Kühlwasserkreislauf leisten könnte. Ein solcher Kühlwasser-Zuheizer hat allerdings den Vorteil, wesentlicher Bestandteil einer Standheizung zu sein, welche damit kostengünstig nachgerüstet werden könnte. Der verbaute, elektrische Zuheizer erfordert hingegen einen kompletten Standheizungssatz.
Obwohl vom Hersteller selbst nicht in Serien eingeteilt, ist neben der Ursprungsfassung eine Überarbeitung der Reihe erkennbar, im Folgenden als Serie 2 bezeichnet.

## Serie 1

### Geschichte
VM Motori wurde 1947 von den beiden namensgebenden Unternehmern Vancini und Martelli in Italien gegründet, wo es in Cento jährlich rund 70.000 Dieselmotoren für verschiedene Hersteller fertigt. Diese Fertigungskapazität reichte für Hyundai/KIA jedoch nicht aus, weshalb man vertraglich eine ausschließliche Fertigung in Südkorea vereinbarte. Diesem Beispiel folgte später auch GM/Daewoo, die 2006 mit 260.000 Einheiten dieser Motorenreihe sogar 20.000 mehr als Hyundai einplanten. Daher finden sich bauähnliche der hier aufgeführten Motoren auch als EcoTec CDTi in Chevrolet- und Opelmodellen. Sie ergänzen die 1.3- und 1.9-L-Diesel aus dem Joint-Venture mit Fiat und die Isuzu-V6-Diesel. VM Motori selbst fertigt die Motoren seit 2005 nicht mehr.

### Einspritzung
Die Direkteinspritzung erfolgt über senkrecht von oben in den Zylinder reichende Düsen. Dies minimiert Diesel-Kondensat an der relativ kühlen Zylinderinnenwand, welches zu Ruß würde. Die Düsen werden beliefert von einer Kraftstoffleitung für alle Zylinder (Common Rail), in welcher der Diesel mit 250 bis 1350 bar ansteht. Letztere Zahl zeigt, dass es sich um ein System der ersten Generation handelt („CRS1“). Spätere steigerten den Druck, was zu homogenerer Gemischbildung und damit weniger sauerstoffreichen, stickoxidproduzierenden und sauerstoffarmen, rußproduzierenden Nestern führt.

### Schadstoffreduktion
Diese Serie verfügt über keine Rußfilterung oder Stickoxid-Reduktion in der Abgasnachbehandlung. Diese besteht nur aus einem Oxidationskatalysator, welcher aufgrund der hohen Sauerstoffmengen im Abgasvergleich zum Ottomotor den dort üblichen Drei-Wege-Katalysator ersetzt. Anders als dieser lässt er die Stickoxide passieren und arbeitet damit als Zwei-Wege-Katalysator. Wie sein Pendant verarbeitet er mithilfe von Sauerstoff das Kohlenmonoxid (CO) zu Kohlendioxid (CO2) und Kohlenwasserstoffe (HC) zu Kohlendioxid und Wasser. Die Stickoxide bleiben außen vor, da aufgrund des Sauerstoffüberschusses jener zuerst mit dem Kohlenmonoxid reagiert (2 CO + O2 zu 2 CO2). Damit steht dieses Kohlenmonoxid nicht mehr dem Stickoxide (NOx) zur Reduktion in reinen Stickstoff zur Verfügung (CO und NO zu N2 und CO2).
Rußreduzierend wirkt der dieseltypische Magerbetrieb und die Abgasrückführung (→ nächster Absatz) dieser Motoren. Ab Abgastemperaturen von 200 °C trägt auch der Oxidationskatalysator hierzu bei. Erreicht werden diese bei längeren Lastphasen wie auf Autobahnfahrten. Ab 200 °C entsteht im Oxidationskatalysator aus Stickstoffmonoxid und dem üppig vorhandenen Sauerstoff, Stickstoffdioxid (2 NO + O2 zu 2 NO2). Das reduziert sich unter Aufnahme von Ruß (Kohlenstoff, C) zu unbedenklichem Stickstoff und Kohlendioxid: 2C + 2NO2 = 2CO2 + N2. Allerdings wirkt dies nicht auf bisher produzierten Ruß, wie im Partikelfilter der zweiten Serie. Das nicht oxidierte Stickstoffdioxid entweicht.
Zur Stickoxidreduktion verwenden diese Motoren die Abgasrückführung. Diese leitet im Teillastbereich bis zu 60 % des Abgases zurück in den Ansaugtrakt. Die darin enthaltenen Stickoxide werden somit neutralisiert, gleiches gilt für Rußpartikel und noch nicht verbrannte Kohlenwasserstoffe (z. B. PAK). Wird jedoch zu viel Abgas eingeleitet, mangelt es im Zylinder an Sauerstoff zur vollständigen Verbrennung. Das führte zu mehr Ruß. Daher ist die sowieso nur teilweise Abgasrückführung auch nur im Teillastbereich möglich. In der von dieser Serie erreichten Euro3-Norm bleibt die erlaubte Stickoxidmenge beim Dreifachen eines Otto-Motors.
Stickoxide begünstigen Smog- und Ozonbildung sowie Sauren Regen, Stickstoffdioxid wirkt reizend. Dieselmotoren arbeiten zur Rußreduzierung mit Sauerstoffüberschuss, der zu lokal sehr hohen Temperaturen im Zylinder führt. Diese begünstigen die Stickoxidentstehung. Die Rückführung geschieht hier noch ohne elektrische Regelung oder Kühlung, wie sie in der zweiten Serie dazukamen.
Eine Partikelfilter-Nachrüstung dieser Serie kann möglicherweise zur Erlangung einer besseren Feinstaubplakette führen. Hyundai/KIA bietet entsprechende offene Filter an.

### Turbolader
Alle Motoren der Reihe verfügen über einen Turbolader. Dieser fördert mehr Sauerstoff in den Zylinderraum, als normalerweise einströmen würde, wodurch der Motor mehr Kraftstoff zugeben kann. Dadurch steigert sich die Leistung auf die eines größeren Hubraumes, wobei die Förderleistung mittels Motorsteuerung schon bei geringen Drehzahlen bereitgestellt werden kann. Somit und durch den kleineren Hubraum werden Reibungsverluste verringert, wodurch der Verbrauch unter dem eines turbolosen, größeren Motors liegt. Verwendet wird in dieser ersten Serie ein Mitsubishi TDO25M-Turbolader. 2003 folgte für eine 125 PS-Variante des 2,0L-Motors ein Garrett GT 1752V mit variabler Geometrie.
Diese minimiert die Beschleunigungsverzögerung nach Durchdrücken des Gaspedals. Der unvariable Turbolader ist ein Resonanzsystem, das erst angeregt werden muss. Erst viel Abgas beschleunigt die Turbine im Abgasstrom so stark, dass sie auf der Ansaugseite das gewünschte Mehr an Luft in den Zylinder fördert. Diese Verzögerung wird „Turboloch“ genannt und muss bei Beschleunigungsvorgängen vom Fahrer beachtet werden. Dem abhelfend, beschleunigt ein VGT-System auch geringe Abgasströme, indem es sie durch einen vorübergehend verengten Luftweg auf die Turbine lenkt.
Die VGT-Leitschaufeln sind dazu wie auf einem Schaufelbagger-Rad angebracht und reichen in den Abgasstrom. Sie lenken, nahezu zum Kreis angeklappt, schneller, oder ausgeklappt langsamer Abgas auf die Turbine des Turboladers. Diese beschleunigt oder bremst demzufolge. Letzteres wird bei höheren Motordrehzahlen angewandt, da hier kaum Bedarf für ein Mehr an Luft besteht. Im Gegenteil würde dies den vorgesehenen Druck im Zylinder übersteigen und damit die Motor-Bauteile mechanisch schädigen. Die VGT-Regelung macht daher meist, wie auch bei diesem Motor, das Überdruckventil (Wastegate) unvariabler Turbolader überflüssig.

## Serie 2

### Einspritzung und Schadstoffreduktion
Die zweite Serie startete Ende 2005 und verfügt über ein Einspritz-System der zweiten Generation („CRS2“), in dessen Common Rail der Kraftstoff nun mit 250 bis 1600 bar ansteht. Auch die Anzahl der Einspritzungen pro Zündvorgang wurde dabei erhöht. Gesteuert wird dies daher von einem mit 32 Bit doppelt so breitbandigen Bosch-Steuerchip. Anstelle der Piloteinspritzung, der kurz vor dem Zündzeitpunkt eine Haupteinspritzung folgt, ist die Pilotkraftstoffmenge in zwei Einspritzungen unterteilt, der nach der Hauptladung nach Bedarf zwei Nacheinspritzungen folgen können. Diese Unterteilung verbessert die Laufkultur, da der Verbrennungsvorgang im Zylinder in die Länge gezogen wird. Zudem verteilen sich kleinere Kraftstoffmengen besser im Zylinder. Dies reduziert Ruß und Stickoxide durch weniger inhomogene Bereiche von Sauerstoffmangel und -überschuss. Die Nacheinspritzungen dienen der teilweisen Verbrennung entstandener Rußpartikel.
Die gleichsam schadstoffreduzierende Abgasrückführung (Erklärung in Serie 1) wird nun präziser gesteuert. Ihre elektrische Steuerung verringert die Abweichung von der gewünschten Rückführungsrate um 50 Prozent. Hierzu wird auch der Sauerstoffwert im Abgas von der neu hinzugekommenen Lambdasonde ausgewertet. Zudem wird das rückgeführte Abgas nun gekühlt. Dies senkt die Verbrennungstemperatur stickoxidsenkend ab und stellt durch das mittels Kühlung dichtere Volumen dennoch genügend Sauerstoff bereit, um Ruß nicht zu begünstigen.

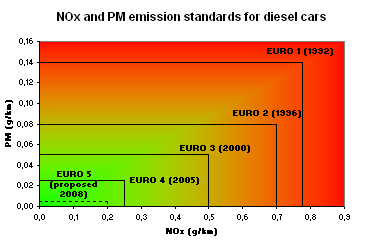
Stickoxid- und Partikelmassegrenzwerte der Euro-Normen für Diesel. Diese Serie erreicht Euro 4.

Diese Serie wurde für manche Märkte, darunter Deutschland, mit einem geschlossenen Partikelfilter ausgerüstet, dem im selben Gehäuse ein Oxidationskatalysator (Erklärung in Serie 1) vorgeschaltet ist. Beide wurden im europäischen Konzern-Powertrainzentrum in Rüsselsheim entwickelt. Im Gegensatz zu offenen Systemen ist dieser Typ nicht nachrüstbar, da der Motor über eine Sensorik den Füllstand des Filters erkennen und diesen bedarfsweise regenerieren muss. Dafür steigt die Filterleistung von rund 30 auf über 95 Prozent der Partikelmasse, gleiches gilt für die Anzahl der besonders relevanten Nanopartikel (siehe Partikelemission).
Der Abbau der Partikel läuft in zwei Stufen. Bei der passiven Regenerierung handelt es sich um eine Oxidierung des Rußfiltrats. Diese funktioniert nur bei Abgastemperaturen, wie sie auf längeren Autobahnfahrten zustande kommen. Hierbei werden mittels im Oxidationskatalysator gebildetem NO2 ab 200 °C Rußpartikel im Filter zu CO2 oxidiert. Das überschüssige Stickstoffdioxid entweicht. Eine aktive Regenerierung muss eingreifen, wenn diese Temperatur nicht erreicht wird und der Filter zu etwa 45 % seines Fassungsvermögens gefüllt ist. Dann stellt die Motorsteuerung eine Temperatur von 600 °C künstlich her, indem sie Diesel direkt nach dem Zündvorgang einspritzt, was zu keiner zusätzlichen Leistung, aber den nötigen Abgastemperaturen führt. Der Verbrauch steigt dadurch um drei bis acht Prozent (je nach Häufigkeit), der Ruß wird hierbei verbrannt. Vom Rußfiltrat bleibt nach der aktiven Regenerierung etwas Asche im Filter übrig, dieser ist auf eine Haltbarkeit von 240.000 km ausgelegt. Die Regenerierung benötigt etwa 25 Minuten Zeit ohne Stop & Go-Verkehr bei einer Drehzahl über 2000 min−1 ab dem dritten Gang. Bleiben diese Fahrten aus, blinkt ab 75 % des Filterfüllstandes eine Warnleuchte im Cockpit auf, welche den Fahrer auf eine nötige Regenerierung verweist. Blinkt diese nach der beschriebenen Fahrt weiterhin, ist eine Werkstatt aufzusuchen, welche die Regenerierung durchführt. Unterbleibt auch dies, droht ein Schaden des Partikelfilters, der wie alle geschlossenen namensgemäß über kein Überdruckventil verfügt.

### Turbolader
Der Turbolader wurde durch einen Garrett GTB1549V getauscht. Dieser hat mit 15 mm einen zwei Millimeter kleineren Turbinendurchmesser auf der Abgas- und mit 49 mm einen drei Millimeter kleineren Turbinendurchmesser auf der Ansaugseite im Vergleich zum Garrett-Turbolader der ersten Serie. Wie dieser verfügt er über eine variable Geometrie (Erklärung in Serie 1), wird durch den kleineren Durchmesser aber schneller auf Touren gebracht.

### Geschichte
Mit dieser Serie wurde der 1,5-L-Motor nicht fortgeführt, er wurde 2005 durch die U-Reihe abgelöst.
2006 wurde ein 2,-2L-Motor für größere, komfortbetonte Fahrzeuge nachgereicht. Die zuvor in dieser Fahrzeuggröße verwendete A-Reihe mit 2,5 L hätte auf einen geschlossenen Partikelfilter angepasst werden müssen und verfügte über weniger Laufkultur.
2008 wurde die Leistung des 2,0-L-Motors um zehn auf 150 PS gesteigert, Drehmoment und Einspritzsystem blieben jedoch gleich. Das gilt auch für die 136-PS-Nachfolgeversion der 140-PS-Fassung, für die 120 PS-Einstiegsvariante wurde das Drehmoment reduziert. Sie verbraucht zudem mehr als die vorgenannten. Ziel der 136- und 150-PS-Varianten ist die Unterschreitung der 160 g CO2/km-Grenze, die eine von drei Stufen staatlicher Förderprogramme darstellt. Details der Überarbeitung wurden nicht veröffentlicht. Mit der Euro-5-Pflicht für Neuwagen ab 2011 endet der Einsatz der D-Reihe in ihrem Hauptabsatzmarkt Europa. Sie wird ab Modelljahr 2011 durch eine hierfür entstandene Leistungsstufe der U2-Motoren mit 128 PS ersetzt, in größeren Fahrzeugen auch durch R-Motoren.

## Daten
| Serie | Motorcode         | Hubraum (cm³) | Hub × Bohrung (mm) | Leistung bei (1/min)       | Drehmoment bei (1/min)            | Zylinder | Verdichtung | Aufladung   | Einspritzung  | Partikel-filter           | Stickoxid-filter |
| ----- | ----------------- | ------------- | ------------------ | -------------------------- | --------------------------------- | -------- | ----------- | ----------- | ------------- | ------------------------- | ---------------- |
| 1     | D3EA              | 1493          | 92 × 83            | 82 bei 4000                | 187/191 bei 1900–2700             | 3        | 17,7        | Turbo       | CRDI 1350 bar | -                         | -                |
| 1     | D4EA              | 1991          | 92 × 83            | 112/113 bei 4000           | 245 bei 1800–2500                 | 4        | 17,7        | Turbo       | CRDI 1350 bar | -                         | -                |
| 1     | D4EA-V 1          | 1991          | 92 × 83            | 125 bei 4000               | 245 bei 1800–2500                 | 4        | 17,7        | VNT-Turbo 2 | CRDI 1350 bar | -                         | -                |
| 2     | D4EA(-F) 3        | 1991          | 92 × 83            | 120/136/140/150 4 bei 4000 | 305 bei 1800–2500/ 278 bei 2240 5 | 4        | 17,3        | VNT-Turbo 2 | CRDI 1600 bar | - / geschlossen 3         | -                |
| 2     | D4EB-G(L)/-F(L) 6 | 2188          | 92 × 87            | 150/155 6 bei 4000         | 335/343 bei 1800–2500             | 4        | 17,3        | VNT-Turbo 2 | CRDI 1600 bar | - / offen / geschlossen 6 | -                |

## Einsatz
Aufgelistet sind die weltweit verbauten D-Motoren für jedes Modell, nicht in jedem Land werden alle aufgeführten Konfigurationen angeboten.
Hyundai Accent
- Accent LC
  - D3EA (82 PS): 2002–2005

Hyundai Elantra
- Elantra XD
  - D4EA (112 PS): 2001–2006

Hyundai Getz
- Getz TB
  - D3EA: 2003–2005

Hyundai Grandeur
- Grandeur TG
  - D4EB-F: 2007–2010

Hyundai i30
- i30 FH (aus Korea) / FDH (aus Tschechien)
  - D4EA (140 PS): 2007–2010

Hyundai Matrix
- Matrix FC
  - D3EA: 2001–2005

Hyundai Santa Fe
- Santa Fe SM
  - D4EA (113 PS): 2001–2003
  - D4EA-V (125 PS): 2003–2005
- Santa Fe CM
  - D4EA (140 PS): 2005–2008
  - D4EA (150 PS): 2008–2009
  - D4EB-G, D4EB-GL: 2005-?
  - D4EB-F: 2006–2009

Hyundai Sonata NF
- Sonata NF
  - D4EA (140 PS): 2006–2008
  - D4EA (150 PS): 2008–2010

Hyundai Tucson
- Tucson JM
  - D4EA (113 PS): 2004–2005
  - D4EA-F (140 PS): 2005–2008
  - D4EA-F (150 PS): 2008–2010

Hyundai Trajet
- Trajet FO
  - D4EA (113 PS): 2001–2006
  - D4EA-V (125 PS): 2005–2006

KIA Carens
- Carens FC
  - D4EA (113 PS): 2002–2005
  - D4EA-F (140 PS): 2006
- Carens UN
  - D4EA (140 PS): 2006–2009

KIA cee'd
- cee'd ED
  - D4EA (140 PS): 2007–2010

KIA Cerato
- Cerato LD
  - D4EA (113 PS): 2004–2006

KIA Magentis
- Magentis MG
  - D4EA (140 PS): 2006–2008
  - D4EA (120, 136, 150 PS): 2008–2010

KIA Sportage
- Sportage JE
  - D4EA (113 PS): 2004–2005
  - D4EA-V (125 PS): 2005
  - D4EA-F (140 PS): 2005–2008
  - D4EA-F (150 PS): 2008–2010